# جی‌شارپ

زبان برنامه‌نویسی ویژوال جِی شارپ (به انگلیسی: Visual J-Sharp) توسعه‌دهندگان را قادر می‌سازد تا با استفاده از نحو زبان جاوا و ویژوال جی++ و دانش خود برای ساخت برنامه‌های کاربردی و خدمات در چارچوب دات‌نت استفاده کنند.
در برنامه‌نویسی جی شارپ می‌تواند با بایت‌کد جاوا به عنوان منبع کار کند، بنابراین می‌توان از آن برای برنامه‌های انتقال استفاده کرد که از کتابخانه‌های شخص ثالث استفاده می‌کنند، حتی اگر کد منبع آن‌ها در دسترس نباشد.
زبان جی شارپ توسط مایکروسافت حیدرآباد هند مستقر در مرکز مطالعات و توسعه شهر هایتک هند توسعه داده شد.

## تفاوت‌های اساسی بین جی‌شارپ و جاوا
جاوا و جی‌شارپ از یک نحو کلی استفاده می‌کنند اما قراردادهای غیر جاوا برای حمایت از محیط دات‌نت در جی‌شارپ وجود دارد. به عنوان مثال برای استفاده از خواص دات‌نت با یک کلاس استاندارد JavaBean، لازم است که پیشوند متدهای getXxx و setXxx با چیزی شبیه Javadoc تفسیر شود:
```
	
/** @beanproperty	 */

```

و نام متغیر خصوصی تغییر کند تا با پسوند نام‌های getXxx/setXxx متفاوت شود
جی‌شارپ کدهای زبان جاوا را به بایت‌کد جاوا(فایل با پسوند class) کامپایل نمی‌کند، همچنین توسعه جاوا اپلت یا توانایی میزبانی از اپلت‌ها را به‌طور مستقیم در یک مرورگر وب پشتیبانی نمی‌کند، اگرچه آن یک بسته برای میزبانی آن‌ها به عنوان اشیاء اکتیوایکس ارائه می‌کند که کنترل‌های مرورگر مایکروسافت جی‌شارپ نامیده می‌شوند. در نهایت، رابط بومی جاوا (JNI) و رابط خام بومی (RNI) با "سرویس‌های فراخوانی پلت فرم"(P/Invoke) جایگزین می‌شوند؛ جی‌شارپ فراخوانی متد از راه دور (RMI) را پشتیبانی نمی‌کند.
رابط جی‌شارپ به چارچوب دات‌نت وابسته‌است، اما نه به اندازه سی‌شارپ. به‌طور خاص کد جی‌شارپ نمی‌تواند خصیصه‌ها، رویدادها، انواع دادهٔ جدید دات‌نت را تعریف کند.

## آینده جی‌شارپ
به‌طور کلی جی‌شارپ زبانی همتراز با سی‌شارپ یا ویژوال بیسیک دات‌نت در نظر گرفته نمی‌شود و مقدار پشتیبانی، نمونه‌ها یا به‌روزرسانی را آن طور که دیگر زبان‌ها انجام می‌دهند، ندارد. با وجود این حقیقت، جی‌شارپ یک زبان دات‌نت قابل استفاده‌است و به بیشتر خصیصه‌های زبان مشترک زمان اجرا(CLR) دسترسی دارد.
تیم مایکروسافت جی‌شارپ در ژانویه ۲۰۰۷ دو اطلاعیه مهم در مورد آینده جی‌شارپ ارائه داد:
- مایکروسافت یک نسخه به‌روز شده ویژوال جی‌شارپ ۲٫۰ را تولید می‌کند، که نسخه توزیع مجدد ۶۴ بیتی است برای پاسخگویی به تقاضای مشتری برای پشتیبانی زمان اجرای ۶۴ بیتی که جی‌شارپ ۲٫۰ ویرایش دوم نام دارد. مایکروسافت ویرایش دوم ویژوال جی‌شارپ ۲٫۰ را در ۱۸ام ماه مه سال ۲۰۰۷ منتشر کرد.
- کناره‌گیری زبان جی‌شارپ و دستیار تبدیل زبان جاوا از نسخه‌های آینده ویژوال استودیو، زیرا مجموعه ویژگی‌های جی‌شارپ موجود تا حد زیادی مطابق با نیازهای مشتری است و کاربرد جی‌شارپ در حال نابودی است. آخرین نسخه که در مجموعه ویژوال استودیو ۲۰۰۵ قرار دارد تا سال ۲۰۱۵ مانند استراتژی چرخه عمر محصول پشتیبانی خواهد شد.
- فراخوانی کد جی‌شارپ از کد دات‌نت ۴٫۰ با شکست مواجه خواهد شد، مگر اینکه vjsnativ.dll از قبل نصب شده باشد.

لینک دانلود ویژوال جی‌شارپ ۲۰۰۵ ویرایش اکسپرس از وب‌سایت مایکروسافت در دسترس است، هر چند که لینک‌های قدیمی که قبلاً دردسترس بود، همچنان به قوت خود باقی است.